# E-sănătate
E-sănătate  (sau e-health) este un termen utilizat pe scară largă de către o mulțime de persoane, instituții academice, organisme profesionale și organizații de finanțare. El a devenit un neologism acceptat în ciuda lipsei unei definiții clare și precis convenite.  Astfel, e - sănătatea este definită ca fiind un termen nou, necesar pentru a descrie utilizarea combinată a comunicațiilor electronice și a tehnologiei informației în sectorul sănătății. Utilizarea în domeniul sănătății a datelor digitale transmise, stocate și extrase prin mijloace electronice, în scopuri clinice, educaționale și administrative, atât la sediul local, cât și la distanță.
Totodată, e-sănătatea se referă la toate formele de asistență medicală electronice, transmise prin intermediul internetului, variind de la "produse"  informaționale, educaționale și comerciale la servicii directe oferite de profesioniști, non- profesioniști, întreprinderi sau consumatori în sine. E-sănătatea cuprinde o mare varietate de activități clinice care au caracterizat în mod tradițional telesănătatea, dar care sunt transmise prin intermediul internetului. E-sǎnǎtatea pur și simplu face asistența medicală mai eficientă, permițând în același timp pacienților și profesioniștilor să concretizeze ceea ce în trecut era imposibil de realizat.

## Forme de e-sănătate
În funcție de obiectul și stadiul de dezvoltare al aplicațiilor de e - sănătate, acestea se  pot împărți în diferite forme de e - sănătate:  
- Informații - furnizarea de informații către pacienți sau medici apelând la portaluri cu informații;
- Comunicare - Schimbul de informații dintre cele două părți (pacient - medic, doctor - doctor, ... ) fără un  răspuns direct și în timp util a partenerului de comunicare;
- Interacțiune - Schimbul de informații sau date între părți, cu o reacție directă a partenerului de comunicare (de exemplu, monitorizarea la domiciliu);
- Tranzacție -  schimbul de date specifice între diferiți parteneri, cu scopul de a furniza servicii medicale într-un mod complet electronic (de exemplu fișa medicală electronică a pacientului);
- Integrare - înregistrarea pe toată durata vieții a tuturor datelor deținute de un pacient cu privire la starea lui de sănătate. Fuzionarea tuturor datelor din domeniul medical și paramedical și completarea informațiilor prin informarea și înregistrarea pacientului în sine (de exemplu, cartea de sănătate în format electronic).

## Dispozitivele de asistență medicală auto-monitorizate
Auto-monitorizarea este utilizarea de senzori sau instrumente care sunt ușor accesibile publicului larg pentru urmărirea și înregistrarea datelor cu caracter personal. Senzorii sunt de obicei dispozitive portabile, iar instrumentele sunt disponibile digital prin intermediul aplicațiilor dispozitivelor mobile. Dispozitivele de auto-monitorizare au fost create în scopul de a permite ca datele personale să fie disponibile instantaneu persoanei care urmează să fie analizată. Deocamdată, fitness-ul și monitorizarea sănătății sunt cele mai populare aplicații pentru dispozitive de auto-monitorizare. Cel mai mare beneficiu pentru dispozitivele de auto-monitorizare este eliminarea necesității ca spitalele terțe să efectueze teste, care sunt atât scumpe cât și lungi. Aceste dispozitive reprezintă un progres important în domeniul gestionării sănătății personale. 

## Schimbul de date
Unul dintre factorii care împiedică utilizarea instrumentelor e-Sănătate de la acceptarea pe scară largă este îngrijorarea cu privire la problemele de confidențialitate referitoare la dosarele pacienților din Sistemul informatic medical. Această preocupare este legată atât de confidențialitatea datelor personale, cât și de datele neconfidențiale. Fiecare practică medicală are limbaj specific și instrumente pentru diagnosticare. Pentru a standardiza schimbul de informații, diferite scheme de codare pot fi utilizate în combinație cu standardele medicale internaționale. 

## Primii utilizatori
Pacienții care trăiesc cu afecțiuni pe termen lung (afecțiuni cronice) dobândesc de multe ori un nivel înalt de cunoaștere a proceselor implicate în îngrijirea lor și dezvoltă experiențe în a face față stării lor. Pentru aceste tipuri de pacienți, soluțiile e-Sănătate de la front-end pot fi  relativ ușor de implementat. 

## E-mental health
E- sănătate mintală este frecvent utilizată pentru a face referințe în cadrul unor intervenții de pe internet și  acordării de sprijin în stările de sănătate mintală. Totuși, aceasta se poate referi și la utilizarea tehnologiilor informaționale și  de comunicații care de asemenea includ utilizarea rețelelor sociale, telefoniei fixe sau mobile.  Serviciile de sănătate mintală de asemenea includ informații, serviciul de sprijin de la egal la egal, programe computerizate și de internet, aplicații virtuale, jocuri și comunicarea în timp real cu specialișitii instruiți. De asemenea, programul poate fi utilizat prin intermediul telefoanelor și răspunsului vocal interactiv.
Tulburările mintale includ o gamă largă de stări precum tulburările provocate de utilizare de alcool și stupefiante, tulburări comportamentale așa cum depresie, demență și boala Alzheimer, tulburări delirante precum schizofrenia și anxietate. Majoritatea intervențiilor pe sănătate mintală sunt axate pe tratamentul depresiei și a anxietății. Totuși, exită programe destinate diverselor probleme precum abandonarea fumatului, a jocurilor de noroc și de sănătate mintală post traumatică.

### Avantaje și dezavantaje
E-sănătate mintală are un șir de avantaje așa cum costuri joase, accesibilitate și asigurarea anonimatului utilizatorilor.  Totuși, ar exista și un șir de dezavantaje precum nelineștele legate de credibilitatea față de tratamentul aplicat, intimitatea și confidențialitatea utilizatorului. Securitatea online presupune implementarea protecției care ar proteja intimitatea și confedențialitatea utilizatorului. Aceasta include colectarea și utilizarea corespunzătoare a datelor utilizatorului, protejarea datelor contra accesului neatorizat și modificarea și stocarea în siguranță a datelor.
E-sănătate mintală și-a căpătat locul în cercetările științifice teoretice și practice în diverse discipline așa cum psihologie, asistență socială clinică, terapie de familie și de cuplu, și conselierea sănătății mintale.  Astfel, pînă la momentul actual, mișcarea E-sănătate mintală are o organizație internațională, Societate Internațională privind Sănătatea Mintală Online.  Totuși, implementarea e-sănătate mintală în practică clinică și sistemul de asistență medicală ramâne a fi limitată și fragmentară.

### Programe
La momentul actual există cel puțin cinci programe disponibile care vizează tratamentul anxietății și depresiei. Institutul Național pentru Excelență în Sănătate și Asistență al Marii Britanii a identificat un șir de programe accesibile ca cost și utilizare în asistență primară. Acestea includ programul Fearfighter (“Program de combatere a fricelor”,  un text ce se bazează pe un program de terapie comportamental cognitivă utlizat în tratamentul fobiilor la pacienți, și Beating the Blues (“Combaterea Depresiilor”) un text interactiv, desene animate și un video cu program de Terapie Cognitiv-Comportamentală (TCC) a anxietății și depresiei. Implementarea a alte două programe în asistența primară a fost sprijinită de Guvernul Australiei. Primul program fiind  Anxiety Online ( “Anxietatea Online”),  un program bazat pe un text menit să trateze stările de anxietate, depresie și tulburări de alimentație, și al doilea program  THIS WAY UP  ( “ PE ACEST DRUM NE RIDICĂM”) reprezintă un șir de texte, desene animate și programe video interactive de combatere a anixietății și stărilor depresive. Un alt program este iFigthDepression® (Eu Lupt cu Depresia) , program gratuit, care poate fi accesat în mai multe limbi, un instrument web de autogestionare a formelor mai puțin severe de depresie, care poate fi utilizat sub îndrumarea medicului de familie sau a psihologului.
Totodată, există un șir de programe online de abandonare a fumatului. QuitCoach (“Antrenorul care te ajută să lepezi fumatul”) reprezintă un plan personalizat de abandonare a fumatului care este elaborat în baza răspunsurilor la întrebări cu privire la încetare a fumatului și alcătuit individual de fiecare dată cînd utilizatorul accesează pagina. Programul Freedom from Smoking (“Libertate de la Fumat”) trece utilizatorii prin lecții grupate pe module care furnizează informații și sarcini de încetare a fumatului. Aceste module îi ghidează pe participanți în vederea urmării pașilor cum ar fi pregătirea pentru încetarea fumatului, abandonare și prevenirea recedivelor.
Alte internet programe au fost elaborate în special ca partea cercetării în tratamentul tulburărilor specifice. De exemplu, terapia online de autodirecționare pentru problema jocurilor de noroc a fost elaborată special pentru a testa această metodă de tratament. Tututor participanților li s-a acordat accesul la pagina web. Grupului supus tratamentului i-au fost acordate strategii comportamentale și cognitive menite să reducă sau să înceteze dependența față de jocurile de noroc. Acest tratament a fost prezentat sub formă de caiet de lucru care încuraja participanții să-și automonitorizeze dependența față de jocuri cu noroc prin menținerea înregistrării online pe siturile jocurilor de noroc și de înregistrare a impulsurilor de a juca în jocuri de noroc. De asemenea, participanții aveau voie să utlizeze aplicațiile mobile pentru colectarea informațiilor de automonitorizare a manifestărilor personale. În final participanții puteau alege obțiunea de a primi câte un mesaj electornic motivațional sau un text care le-ar aminti despre progresele și scopurile personale.
După declanșarea Furtunii Ike din 2009, au fost elaborate un șir de programe de intervenție. În timpul acestui studiu, 1,249 de adulți afectați de furtună au fost selectați la întâmplare pentru a lua parte în cadrul aceste intervenții. Participanților li s-a acordat un interviu structurat care îi invita să acceseze pagina web de intervenție cu utilizarea a unei singure parole. Accesul al pagina web a fost asigurat timp de patru luni de zile. Pe măsură ce participanții au accesat site-ul, au fost repartizați la întâmplare fie la intervenție. celor desemnați pentru intervenție li s-au furnizat module care constau în informații privind strategiile de coping eficiente pentru gestionarea comportamentului de sănătate mintală și de risc pentru sănătate.